# Koto Tangah Batu Hampa
Koto Tangah Batu Hampa is een bestuurslaag in het regentschap Lima Puluh Kota van de provincie West-Sumatra, Indonesië. Koto Tangah Batu Hampa telt 8469 inwoners (volkstelling 2010).